# Hymenoscyphus immutabilis
Hymenoscyphus immutabilis är en svampart som först beskrevs av Karl Wilhelm Gottlieb Leopold Fuckel, och fick sitt nu gällande namn av Dennis 1964. Hymenoscyphus immutabilis ingår i släktet Hymenoscyphus och familjen Helotiaceae.  Arten är reproducerande i Sverige. Inga underarter finns listade i Catalogue of Life.